# Too Easy
«Too Easy» — песня американских рэперов Gunna и Фьючера. Она была выпущена 24 сентября 2021 года на лейблах YSL Records и 300 Entertainment как лид-сингл с третьего студийного альбома Gunna DS4Ever. Песня была спродюсирована Wheezy и Sean Momberger.

## Описание
Джон Блистейн из Rolling Stone описал интрументал трека как «колючую арфу вокруг чётких барабанов, мощных басовых ударов и зловещего синтезатора». Gunna и Фьючер поют о том, как они могут легко добиться успеха, когда сотрудничают, а также о «богатстве и успехе, которых достигли в своей карьере».

## Ремикс
Официальный ремикс на песню при участии Родди Рича был выпущен 3 декабря 2021 года. Он является последней бонусной песней с DS4Ever.

## Чарты
| Чарт (2021–2022)                      | Высшая позиция |
| ------------------------------------- | -------------- |
| Канада (Billboard Canadian Hot 100)   | 43             |
| Новая Зеландия Singles (RMNZ)         | 12             |
| Швейцария (Schweizer Hitparade)       | 74             |
| Великобритания (UK Singles Chart)     | 43             |
| Великобритания (UK R&B Chart)         | 16             |
| США (Billboard Hot 100)               | 38             |
| США (Billboard Hot R&B/Hip-Hop Songs) | 13             |
| США (Billboard Rhythmic)              | 30             |
| США Rolling Stone Top 100             | 11             |